# 托隆河畔阿扬
托隆河畔阿扬（法語：Aillant-sur-Tholon，法語發音：[ajɑ̃ syʁ tɔlɔ̃]）是法国勃艮第-弗朗什-孔泰大区约讷省的一个旧市镇，属于欧塞尔区。2017年1月1日，托隆河畔阿扬和相邻的另外3个市镇合并成为新市镇蒙托隆。

## 地理
托隆河畔阿扬（47°52'29"N, 3°21'3"E）面积18.2 平方千米，位于法国勃艮第-弗朗什-孔泰大區约讷省，该省份为法国中北部内陆省份，西接卢瓦雷省，西北接塞纳-马恩省，南至涅夫勒省，东临科多尔省，东北与奥布省接壤。
与托隆河畔阿扬接壤的市镇（或旧市镇、城区）包括：托隆河畔维利耶、沙西、卢皮耶尔堡、拉迪兹、托隆河畔普瓦伊。

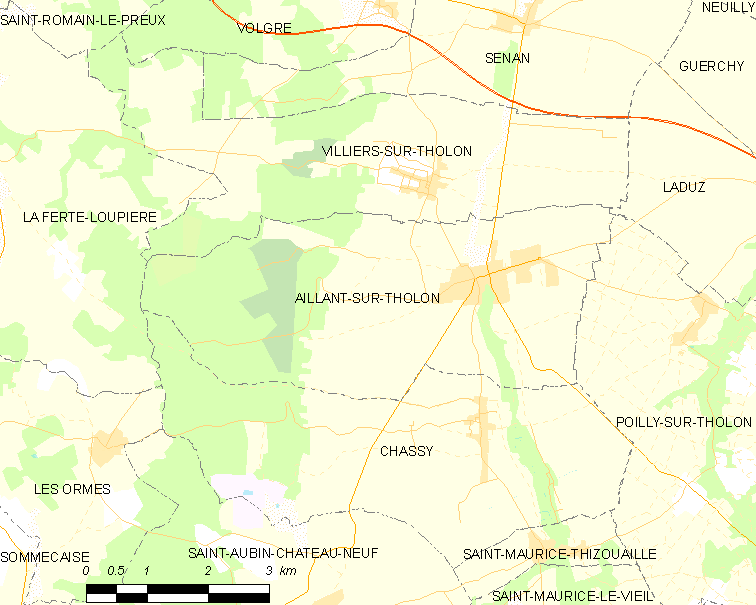
托隆河畔阿扬的OSM定位图

托隆河畔阿扬的时区为UTC+01:00、UTC+02:00（夏令时）。

## 行政
托隆河畔阿扬的邮政编码为89110，INSEE市镇编码为89003。

## 政治
托隆河畔阿扬所属的省级选区为沙尔尼-奥雷德皮赛县。

## 人口

1962-2008年间托隆河畔阿扬人口变化图示

托隆河畔阿扬于2018年1月1日时的人口数量为1408人。